# Kuokkalampi
Kuokkalampi är en sjö i kommunen Ruokolax i landskapet Södra Karelen i Finland. Arean är 30 hektar och strandlinjen är 3,65 kilometer lång.  Den  ingår i Vuoksens huvudavrinningsområde.  Sjön ligger omkring 48 kilometer nordöst om Villmanstrand och omkring 250 kilometer nordöst om Helsingfors. 